# Kaitlyn Farrington
Kaitlyn Farrington (n. 18 decembrie 1989, Hailey⁠(d), Idaho, SUA) este o sportivă ce a reprezentat Statele Unite ale Americii, medaliată olimpică. A participat la o ediție a Jocurilor Olimpice (2014) în care a câștigat o medalie de aur.

## Participări
Lista de mai jos prezintă principalele competiții la care a participat Kaitlyn Farrington de-a lungul carierei.
- snowboarding at the 2014 Winter Olympics – women's halfpipe[*]